# Приключения Лотты из Самоделкино
«Приключения Лотты из Самоделкино» (эст. Leiutajateküla Lotte) — эстонский мультипликационный фильм.

## Сюжет
Создатели мультфильма приглашают вас в деревню изобретателей Самоделкино. Здесь живут маленькая собачка Лотта, её лучший друг котёнок Бруно и немного грустный зайчонок Альберт (Павлик), который не может ни с кем подружиться. Папа Лотты — изобретатель Оскар, побеждающий во всех соревнованиях. Папа Альберта — завистливый и недалёкий заяц Адальберт (Степан). А папа Бруно так сильно бросил молот, что улетел за горизонт и не вернулся, из-за чего мама Бруно запрещает ему заниматься спортом.
Однажды, плавая в речке вместе с Бруно, Лотта находит большую книгу. Принеся её домой и поставив сушить, ночью она слышит таинственное чихание. Из книги выпадает пчелёнок из Японии по имени Сусуму, который случайно оказался закрыт в ней. Лотта хочет помочь Сусуму вернуться на родину: она просит отца отвести его в Японию на воздушном шаре и тот соглашается, но только когда подует попутный ветер.
А пока что Сусуму живёт в доме Лотты и исследует её посёлок. На следующий день после обнаружения пчелы, Лотта ведет его на конкурс изобретателей — ежегодное мероприятие, в котором участвует её отец. Оскар уже побеждал в прошлом году и в этот раз не намерен оставлять позиции — он представляет публике и жюри стиральную машину, которая умеет ещё и гладить, и сушить и складывать вещь. Конкуренцию ему составляет заяц Степан со своим кухонным комбайном для нарезания морковки. В конце «изобретение» оказывается обычным ящиком, внутри которого сидит жена зайца и режет морковь вручную. Зрители негодуют и у Степана начинается истерика, от которой его избавляет Сусуму одним из приёмов дзюдо. Сусуму обучает Лотту дзюдо, Лотта же тайно учит этому Бруно, а зайчонок Павлик незаметно повторяет всё за ними.
Лис Джованни делает радио из кухонной посуды и Лотта с помощью радио узнает о предстоящем турнире по дзюдо в Японии. Для турнира нужна команда из троих спортсменов, но мама Бруно, узнавшая о том, что он вместо игры на гармошке занимался спортом, не отпускает его.
Тем временем Оскар работает над новым изобретением, а Степан пытается подсмотреть его чертежи. Оскару удается обхитрить зайца, посадив на свое место робота, рисующего круги. Тем не менее Степан из этих «кругов» создает непонятную машину и приглашает на «премьеру» самых важных зайцев из своей семьи. Жена Степана печет для гостей пирог, кусок которого отдает Павлику, чтобы тот угостил им Лотту и подружился с ней.
Изобретение Оскара оказывается машиной, производящей электричество, и один из электрических зарядов улетает из гаража. Оскар в специальном костюме пытается поймать его и случайно улетает на нем, прихватив с собой Сусуму. Все это видит Павлик, который решает, что это дракон. Лотта и Павлик бегут спасать Сусуму и заяц демонстрирует свои навыки в борьбе с «драконом». Электрический заряд застревает в стене дома Степана и тем самым даёт энергию его чудо-машине, которая оказывается пылесосом.
Павлика отпускают на турнир по дзюдо, а вскоре к ним присоединяется и Бруно, к которому вернулся отец. Лотта с отцом, Сусуму и друзьями летят в Японию, но оказывается, что соревнования уже закончились. Команда из Самоделкина вызывает на матч-реванш команду чемпионов. Во время финального состязания между Лоттой и капитаном соперников, они проваливаются под землю, в пещеру кротов (ведущих себя как стереотипные англичане) Джона и Джеймса, которые жили под домом Лотты, но уехали погостить к родственникам в надежде спастись от «приведений». В итоге битва продолжается в доме кротов и Лотта побеждает.

## Роли озвучивали
- Эвелин Панг — Лотте
- Андеро Эрмель — Бруно
- Арго Адли — Альберт/Теодор
- Лембит Ульфсак — Оскар
- Гармен Табор — Анна
- Марко Матвере — Мати
- Пирет Калда — Паула
- Питер Ойя — Адальберт
- Харриет Тоомпере — Софи
- Элина Райнольд — Сусуму
- Майт Мальмстен — Яак
- Маргус Табор — Клаус
- Аарне Юкскюла — Джеймс
- Питер Таммеару — Джон
- Анне Рееманн — Хельми
- Айн Лутсепп — Эдуард
- Тыну Карк — Бруно (далматинец)
- Тыну Ойя — Джованни
- Ану Ламп — Джулия
- Тийт Сукк — Вяйно/радиоволна
- Роман Баскин — заяц-судья

## Актёры русского дубляжа
- Ольга Олексий — Лотте (в русском дубляже — Лотта)
- Ани Лорак — Бруно, Сусуму
- Роман Халаимов — Альберт (в русском дубляже — Павлик)
- Анатолий Зиновенко — Оскар, Эдуард (в русском дубляже — Михаил Иванович), Вяйно (в русском дубляже — дядя Ваня)
- Таня Чепурна — Анна
- Гарик Сукачев — Мати (в русском дубляже — Гарик)
- Лариса Плотникова — Паула
- Сергей Озиряный — Адальберт (в русском дубляже — Степан)
- Елена Свирская — Софи
- Анатолий Ремезов — Яак (в русском дубляже — Дед Летун)
- Сергей Сипливий — Клаус
- Борис Вознюк — Джеймс
- Андрей Пономаренко — Джон
- Надежда Кондратовская — Хельми
- Игорь Рода — Бруно (далматинец), заяц-судья
- Сергей Круценко — Джованни, радиоволна
- Светлана Капустина — Джулия

## Франшиза
Тематический парк по мотивам мультфильма расположен на границе Эстонии и Латвии.